# Morti nel 1332
| Questa pagina contiene informazioni ricavate automaticamente dalle voci biografiche con l'ausilio del template Bio e di un bot. L'aggiornamento è periodico e automatico e ricostruisce completamente la pagina. Se manca una persona in questa lista, sei pregato di non aggiungerla, ma accertati piuttosto che la sua voce biografica contenga il template Bio e che i dati anagrafici siano correttamente compilati. Se il template Bio manca, inseriscilo tu stesso o, in alternativa, metti l'avviso {{tmp\|Bio}} che ne segnala la mancanza. Se i dati riportati sono sbagliati, correggi direttamente la voce biografica; le modifiche saranno visibili in questa lista entro pochi giorni. Per chiarimenti vedi il progetto biografie. La lista contiene solo le 27 persone che sono citate nell'enciclopedia e per le quali è stato implementato correttamente il template Bio. Pagina aggiornata al 2 giu 2025. |

- 8 gennaio - Andronico III di Trebisonda, imperatore bizantino
- 13 febbraio - Andronico II Paleologo, imperatore bizantino (n. 1259)
- 13 marzo - Teodoro Metochita, politico, scrittore e mecenate bizantino (n. 1270)
- 13 maggio - Isaia di Costantinopoli, arcivescovo ortodosso bizantino
- 19 maggio - Federico IV di Norimberga, nobile tedesco (n. 1287)
- 20 luglio - Thomas Randolph, I conte di Moray, nobile (n. 1278)
- 1º agosto - Giovanni di Polo, religioso e arcivescovo cattolico italiano
- 2 agosto - Cristoforo II di Danimarca, re (n. 1276)
- 6 agosto - Guglielmo XII d'Alvernia, conte
- 11 agosto - Robert Bruce, signore di Liddesdale, nobile scozzese
- 11 agosto - Donald II, conte di Mar, nobile scozzese
- 11 agosto - Alexander Fraser, nobile e cavaliere medievale scozzese
- 2 settembre - Jayaatu Khan, imperatore cinese (n. 1304)
- 19 novembre - Giacomo Benfatti, vescovo cattolico italiano (n. 1250)
- 5 dicembre - Rinchinbal Khan, imperatore cinese (n. 1326)
- 18 dicembre - Pagano della Torre, patriarca cattolico italiano
- 23 dicembre - Filippo I d'Angiò, principe (n. 1278)
- Andrea da Perugia, missionario e vescovo cattolico italiano
- Guido Capello, vescovo cattolico italiano
- Adeodato di Cosma, scultore italiano
- Folgóre da San Gimignano, poeta italiano (n. 1270)
- Alberto della Piagentina, traduttore e poeta italiano
- Maria Plantageneta, nobildonna e religiosa inglese (n. 1278)
- Timoteo II, vescovo cristiano orientale siro
- Maria di Valois, nobile francese (n. 1309)
- Guecellone VIII da Camino, nobile e militare italiano
- Bernardo I de Cabrera, nobile spagnolo